# Joan Vancell i Puigcercós
Joan Vancell i Puigcercós (Guixers, 1848 - Madrid, 9 d'abril de 1916) va ser un escultor català establert a Madrid.

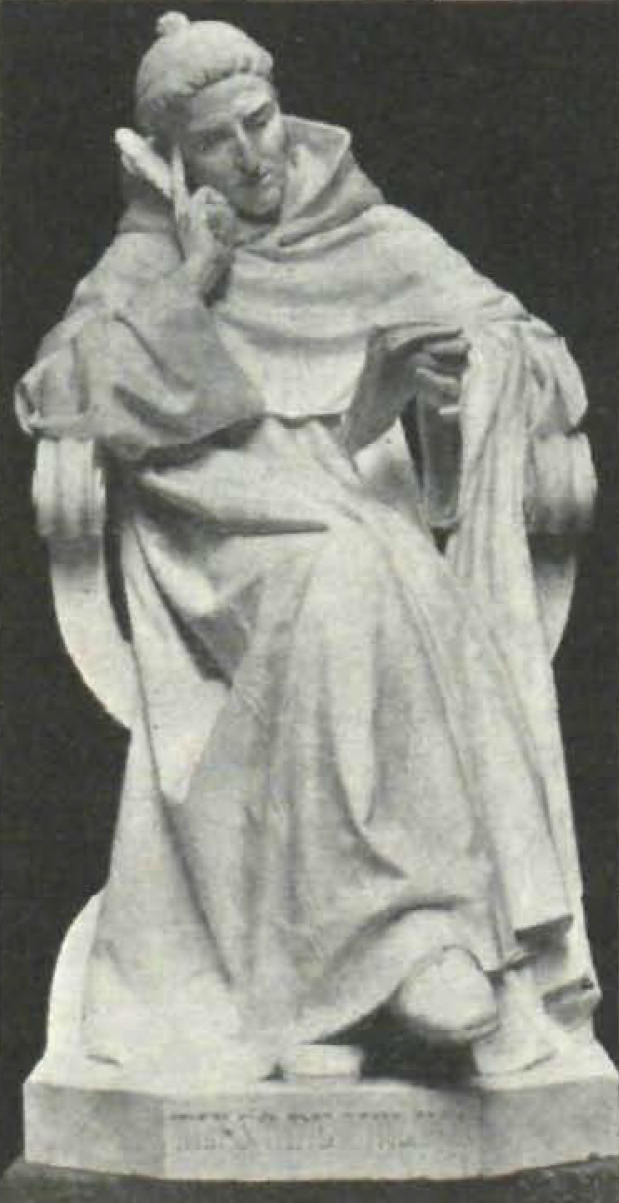
Escultura de Tirso de Molina

Va néixer el 1848 a la masia del Bancell al municipi de Guixers (Solsonès). Va aconseguir sengles segones medalles a les Exposicions Nacionals de Belles arts de 1881 i 1884, per les escultures de Tirso de Molina i Francisco de Goya, respectivament, al Palau de Biblioteca i Museus Nacionals i va ser autor de l'escultura de Miguel de Cervantes que adorna l'entrada de la Biblioteca Nacional d'Espanya i d'una medalla representant a Juan de Mariana. També va ser autor d'una medalla en la tomba del també escultor Jeroni Suñol, de qui va ser deixeble, al Cementiri de San Justo.
Estigué casat amb Carme Claveria i va morir l'abril de 1916.